# アン・ダンウッディ
アン・E・ダンウッディ（Ann E. Dunwoody、1953年1月14日 - ）は、アメリカ合衆国の陸軍軍人。退役時の階級は陸軍大将。2008年11月14日に、アメリカ合衆国武官組織の歴史の中で初めて大将に昇進した女性である。
2005年に、ダンウッディは中将に昇進し、陸軍参謀本部G-4部長（兵站）に就任し、アメリカ陸軍において最高位の女性となった。2008年6月23日に、ジョージ・W・ブッシュ大統領によりアメリカ陸軍資材コマンド司令官に指名され、1か月後に上院で承認された。2012年8月7日に司令官を退任し、2012年8月15日に軍を退役した。

## 経歴
曾祖父の代から軍人という軍人一家に育つ。1975年にニューヨーク州立大学コートランド校で身体教育学に関する学士号を取得し卒業後、陸軍に入隊。
入隊後は、翌1976年から陸軍需品学校（アメリカ陸軍需品科の下で、補給・後方支援の専門家を育成する）の基礎過程と基礎空挺学校で学び、さらにその後、需品学校の上級課程と陸軍指揮幕僚大学でも教育を受ける。
また、1988年にはフロリダ工科大学でロジスティックスマネジメントの修士号を、1995年には陸軍産業大学（en: Industrial College of the Armed Forces）で国家資源戦略に関する修士号を取得している。
実働部隊での経験としては、1991年の湾岸戦争の際、第82空挺師団の隊員としてサウジアラビアに駐留した経験を持っている。

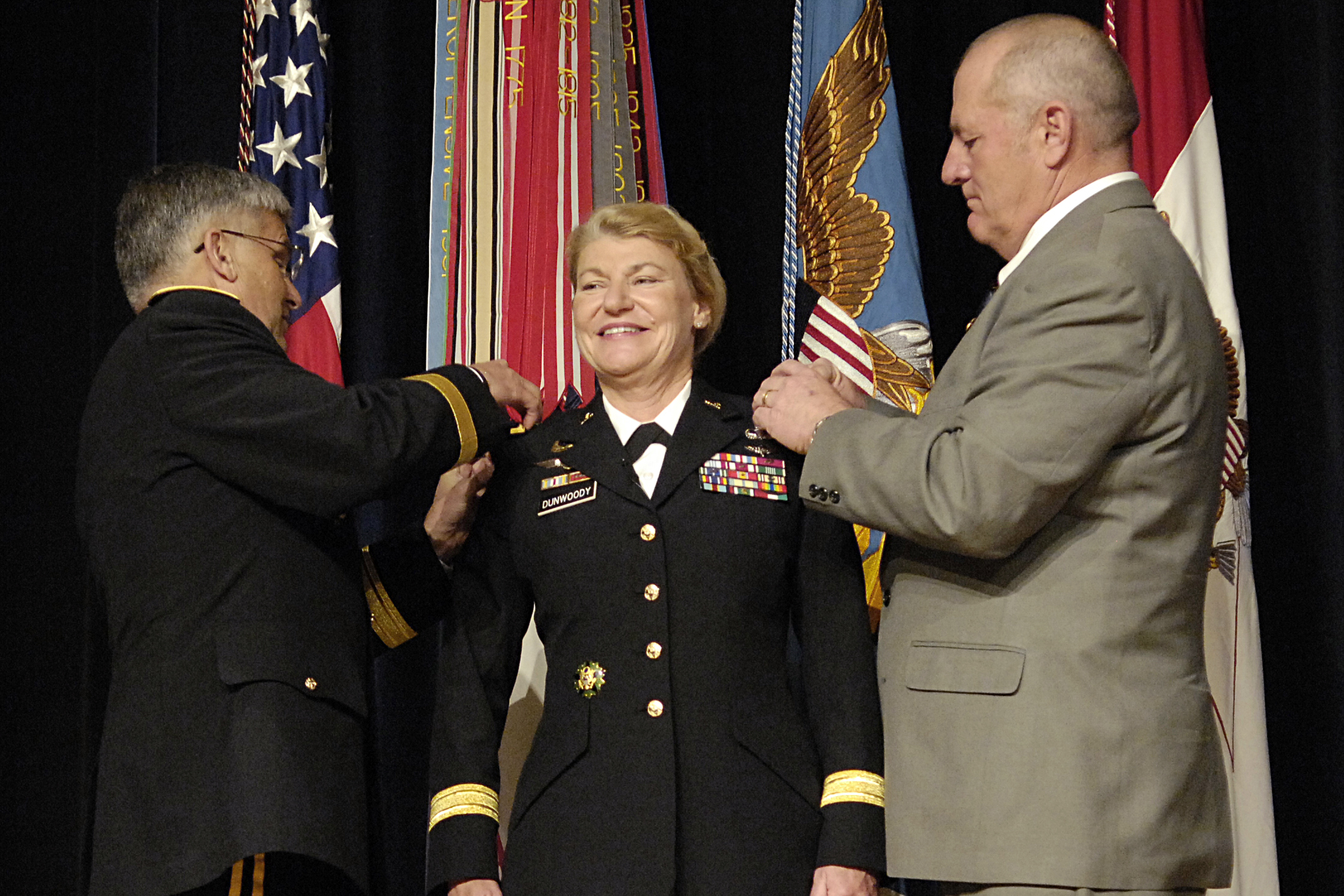
大将昇進を祝して参謀総長（左）と夫（右）に新しい階級章を付けてもらうアン・ダンウッディ。